# قيا اونو (أديامان)
قيا اونو (بالكردية: Ferxikan‏) (بالتركية: Kayaönü)‏ هي قرية كرديّة رشوانيّة تتبع إداريّاً لمديرية أديامان في محافظة أديامان التركية الواقعة في جنوب شرق الأناضول. بلغ عدد سكانها 1٫115 نسمة في عام 2021.